# 주리투아니아 대한민국 대사관
주리투아니아 대한민국 대사관(리투아니아어: Korėjos Respublikos ambasada Lietuvoje)은 리투아니아 빌뉴스에 개설된 대한민국 외교부 소속의 대사관이다.

## 역사
대한민국과 리투아니아는 리투아니아가 소련으로부터 독립한 직후인 1991년 10월 14일에 대사급 외교 관계를 맺었으나, 양국간 외교 관계 및 수요가 적어 상주 공관은 마련되지 않았다. 리투아니아 정부에서는 대한민국 주재 공관 개설 이전까지 주중국 리투아니아 대사관이 대한민국을 겸임해 왔고, 대한민국 정부에서도 리투아니아 주재 공관 개설 이전까지 주폴란드 대한민국 대사관이 리투아니아를 겸임해 왔다.
2021년 10월에 리투아니아 정부가 대한민국 서울에 주한 리투아니아 대사관을 정식 개설하면서 대한민국 정부에서도 리투아니아 주재 공관 개설을 추진했다. 그러던 중에 2023년 7월 12일에 리투아니아 빌뉴스에서 열린 북대서양 조약 기구(NATO, 나토) 정상회의에 참석한 윤석열 대한민국 대통령이 기타나스 나우세다 리투아니아 대통령과 양자 회담 이후에 주리투아니아 대한민국 대사관을 설립하는 것에 합의했고, 대한민국 정부에서도 2023년 11월 7일에 주리투아니아 대사관 개설을 결정했다. 2024년 8월 20일에는 윤석열 대한민국 대통령이 전조영 초대 주리투아니아 대한민국 대사에게 신임장을 봉정했고, 2024년 10월 8일에 전조영 대사가 기타나스 나우세다 리투아니아 대통령에게 신임장을 제정하면서 주리투아니아 대한민국 대사관이 정식 개관했다.

## 같이 보기
- 대한민국-리투아니아 관계
- 주한 리투아니아 대사관